# Tríada nuclear
El concepto de tríada nuclear se refiere a la división funcional del arsenal atómico de un país en tres componentes principales: misiles en tierra (basados en silos), proyectiles transportados por bombarderos estratégicos y cohetes del tipo SLBM transportados por submarinos nucleares.
El propósito de tener una capacidad nuclear trifurcada es de reducir significativamente la posibilidad de que un enemigo pueda aspirar a destruir todas las fuerzas nucleares de un país durante un inesperado y mortífero primer ataque, lo que, a su vez, asegura la amenaza creíble de un contraataque y por lo tanto incrementa la disuasión atómica de un país.
Actualmente solo cuatro países tienen la tríada nuclear: Estados Unidos, Rusia, China y, recientemente, la India. Se sospecha que Israel también la tiene. Antiguamente Francia también la tuvo, pero renunció a los misiles lanzados desde tierra.

## Componentes tradicionales de la tríada
Mientras que la estrategia nuclear convencional sostiene que una tríada nuclear provee del mejor nivel de disuasión frente a un eventual ataque enemigo súbito. En realidad, la mayoría de las potencias nucleares no tienen el presupuesto militar suficiente como para mantener disponible en todo momento una tríada atómica. Tan sólo los Estados Unidos y Rusia (y antes que ella, la Unión Soviética) han mantenido tríadas nucleares activas durante la mayor parte de la era atómica.
Tanto los EE. UU. como la antigua URSS habían desarrollado y acumulado sus respectivas tríadas atómicas basándose en las mismas líneas conceptuales, incluyendo los siguientes componentes:
1. Misiles atómicos basados en silos en tierra (ya sean de alcance intermedio -MRBMs- o de largo alcance -ICBMs-).[1][3]
2. Bombarderos estratégicos (basados en tierra o eventualmente en portaaviones, armados con bombas o misiles nucleares).[1]
3. Submarinos nucleares con misiles balísticos SLBMs).[1][3]

Para ser consideradas como parte integra de una tríada nuclear, las armas deben poseer una función de ataque o de contraataque. Si falta este importante detalle, son consideradas como armas nucleares tácticas.
La tríada también le da al presidente o comandante en jefe la posibilidad de elegir diferentes tipos de armas para realizar el ataque más apropiado:
- Los ICBM permiten lanzar un ataque desde una muy larga distancia, desde un territorio directamente controlado o aliado. Si son lanzados desde una posición fija en tierra, como en los casos de los silo misilístico, entonces son vulnerables ante un eventual primer ataque, aunque es sustancialmente difícil la incercepción de los mismos una vez que están en el aire (mediante sistemas ABM).[1][3]

- Los SLBMs, lanzados desde los escurridizos submarinos nucleares, permiten una mayor  posibilidad de supervivencia ante un primer ataque atómico, brindándole al comandante en jefe la posibilidad y capacidad efectivas de realizar un contraataque. Sin embargo, el alcance relativamente limitado de los submarinos significa que éstos deben a veces acercarse a sus respectivos blancos u objetivos en un grado mayor al que sería deseable, potencialmente permitiéndole al enemigo la detección y el seguimiento de los mismos, además de la adopción de las correspondientes medidas de lucha antisubmarina (ASW, Anti Submarine Warfare), por medio de sistemas similares al SOSUS[1][3] (Sigloide de Sound Surveillnace System, “Sistema de vigilancia por sonido”).

- Los bombarderos estratégicos tienen una mayor flexibilidad a la hora de desplegar su respectivo armamento. Pueden servir tanto como un arma para un primer o segundo ataque. Por ejemplo, un bombardero furtivo Northrop Grumman B-2 Spirit armado con misiles AGM-129 ACM puede ser clasificado como un arma para realizar un primer ataque nuclear. Varios bombarderos mantenidos en puntos relativamente seguros constituyen un arma efectiva para realizar un eventual contraataque atómico.,[1][3] máxime teniendo en cuenta su gran autonomía de vuelo.

## Potencias nucleares triádicas
Los siguientes países son auténticas potencias atómicas triádicas, ya que poseen fuerzas nucleares que comprenden misiles basados en tierra, submarinos con misiles balísticos (SLBMs) y bombarderos estratégicos.
- Estados Unidos[1][3][6]

- Rusia[7]

- China[8][9][10]

- Israel: Se sospecha que el Estado de Israel posee aviones caza capaces de transportar armas nucleares (probablemente sea una versión adaptada del F-15E Strike Eagle), misiles crucero Popeye Turbo (una variante del AGM-142 Have Nap) a bordo de submarinos de la clase Dolphin, y misiles balísticos basados en tierra del tipo Jericho.

## Potencias nucleares no triádicas
- Reino Unido: Los británicos poseen fuerzas nucleares basadas en el mar (Programa nuclear Trident), a través del despliegue de los submarinos de la Marina Real británica (Royal Navy) de la clase Vanguard, los cuales transportan SLBMs intercontinentales del tipo Trident II, cada uno de ellos armados con múltiples ojivas nucleares. La Real Fuerza Aérea británica (Royal Air Force) solía operar sus tres modelos de Bombarderos V (V bombers: el Avro Vulcan, el Handley Page Victor y el Vickers Valiant) durante parte de la Guerra Fría. Por su parte, el planeado ICBM británico basado en tierra, denominado Blue Streak, fue cancelado debido a que no era visto como un disuasor nuclear creíble. El misil táctico tierra-tierra MGM-5 Corporal fue operado por el Ejército Británico (British Army). Los misiles de alcance intermedio Thor fueron brevemente operados por la RAF.

- Francia: La Force de frappe posee fuerzas nucleares aéreas y basadas en el mar (en este último caso, mediante los submarinos de la clase Triomphant, con misiles balísticos o SLBMs intercontinentales M45 armados con múltiples ojivas nucleares. Por su parte, los aviones caza Dassault Mirage 2000N/2000D, los cuales son capaces de transportar misiles nucleares. Francia tenía cohetes basados en tierra con un alcance aproximado de unos 3500 km, pero han sido gradualmente desmantelados luego de la disolución de la URSS a fines de 1991.

- India: Su programa de armas nucleares posee misiles superficie-superficie como el Agni II y Agni III, cohetes tierra-aire como el Akash y proyectiles crucero supersónicos como el BrahMos. La Organización de Investigación y Desarrollo de Defensa (DRDO) india también está trabajando en el desarrollo de una versión lanzada por submarino del misil Agni III, conocido como Agni III SL (por Submarine Launched). Se espera que este misil provea a la India con una capacidad o posibilidad creíble de realizar un contrataque nuclear desde el mar. Según fuentes indias de defensa, el Agni III SL tendrá un alcance de unos 3500 km. Además entre 2010 y 2011 se espera comenzar a probar el ICBM Agni-V, con un alcance extendido hasta unos 5000 km. La India también posee aviones caza capaces de transportar misiles nucleares, como el Dassault Mirage 2000 H, el Sujói Su-30 MKI(una variante del Su-30MK y comparable al Su-35), MIG-29 y el localmente construido HAL Tejas. La cercana introducción de los submarinos de la clase Arihant, pautada para el año 2012, llevaría la India a completar su propia tríada nuclear. Este submarino fue oficialmente lanzado el 26 de julio de 2009 y posteriormente se encontraba realizando pruebas en el mar.

- Pakistán: Las fuerzas nucleares pakistaníes están compuestas por cohetes basados en tierra como el misil crucero Babur y aeronaves con capacidad nuclear como el caza Nanchang Q-5.

## Otros sistemas para desplegar armas nucleares
No existe nada en la estrategia nuclear que mande o exija que los países deban inexcusablemente limitarse a la tríada nuclear comprendida por misiles en tierra, submarinos atómicos y bombardeos estratégicos. Por ejemplo, podrían desarrollarse armas orbitales o astronaves para el propósito de bombardeo orbital y quedaría claramente afuera de las tres categorías mencionadas anteriormente. Sin embargo los sistemas de armas nucleares o de destrucción masiva de este tipo han sido prohibidas por el Tratado del espacio exterior y por el SALT II.